# David Teniers le Jeune
Pour les articles homonymes, voir David Teniers.
David Teniers II, dit le Jeune, né à Anvers le 15 décembre 1610 et mort à Bruxelles le 25 avril 1690 , est un peintre, graveur, dessinateur, peintre miniaturiste et copiste flamand. Il est un artiste extrêmement polyvalent connu pour sa production prolifique. Il est un innovateur dans un large éventail de genres tels que l'histoire, le genre, le paysage, le portrait et la nature morte. Il est le plus connu en tant que le premier peintre de genre de son époque. Teniers est particulièrement connu pour avoir développé le genre paysan, la scène de tavernes, des images de collections d'art et des scènes avec des alchimistes et des médecins.

## Biographie
Il est fils de David Teniers le vieux et de Dymphna de Wilde et donc le neveu de Juliaen Teniers. Il reçut ses premières leçons de peinture de son père, mais la fréquentation d'Adriaen Brouwer exerça sur lui un important ascendant.
En 1632, il devient membre de la guilde d'Anvers, en tant que spécialiste de petits formats religieux et de tableaux de genre. Proche de Jan Brueghel l'Ancien, dit de Velours, David Teniers épouse en 1637 sa fille Anne en premières noces.
À cette époque il perçoit plusieurs subsides publics dont ceux de la charge de Maître de la chapelle du Saint-Sacrement à l'église Saint-Jacques, et de Doyen de la Guilde de Saint-Luc.

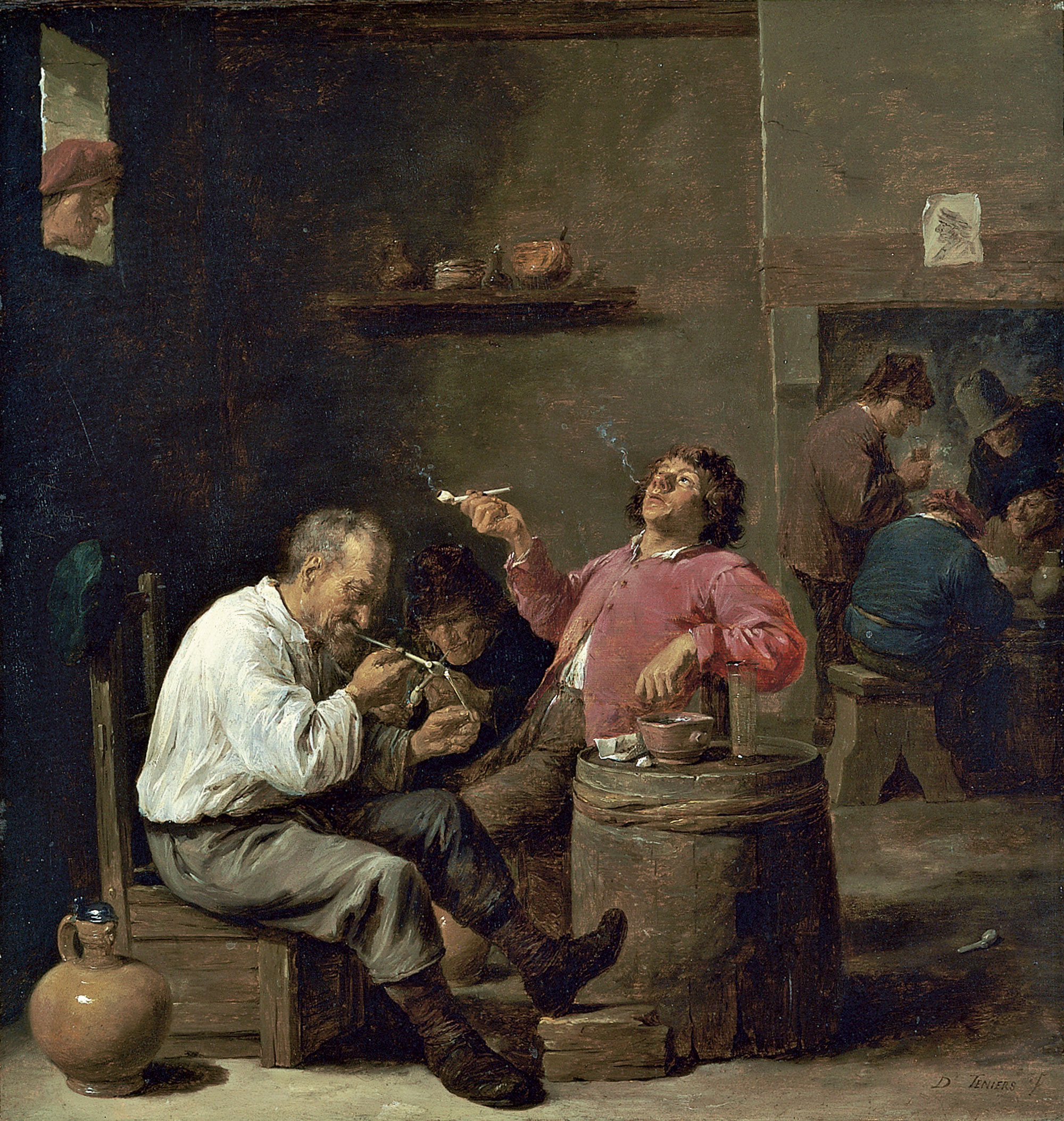
Fumeurs dans un intérieur

En 1647, il travaille pour l’archiduc Léopold-Guillaume de Habsbourg, lorsqu’il administrait les Pays-Bas espagnols et il l'a suivi à Bruxelles comme peintre de cour en 1651.
Cette charge incluait la gestion de la collection d’œuvres d’art de l'archiduc. Il en a réalisé en 1660, un catalogue illustré Le Theatrum Pictorium, pour lequel il réalisa de petites copies de peintures italiennes, par exemple des Vénitiens du XVIe siècle. Une bonne partie de la collection venait de ventes aux enchères de nobles anglais, qu’avait chassés le puritanisme. Léopold-Guillaume légua cette collection à son neveu Léopold Ier, de sorte qu’elle devint propriété impériale et représente aujourd’hui une partie importante du musée d’histoire de l’art de Vienne.
Son travail pour Léopold-Guillaume lui vaut un succès immense auprès de souverains étrangers, tels que le Prince Guillaume II d'Orange, la reine Christine de Suède et le roi Philippe IV d'Espagne. Il œuvra ensuite également pour Don Juan d'Autriche, successeur de Léopold-Guillaume. Sa production fut de plus en plus abondante et rapide et la qualité de ses œuvres en a souffert : compositions plus faciles et moins vigoureuses et coloris moins délicats.
Il se remaria en 1656 avec Isabelle de Fren, dont il eut quatre enfants.
En 1663, il fut anobli et obtint de fonder une Académie d'Art à Anvers.
Il est le père du peintre David Teniers III.

## Influence artistique

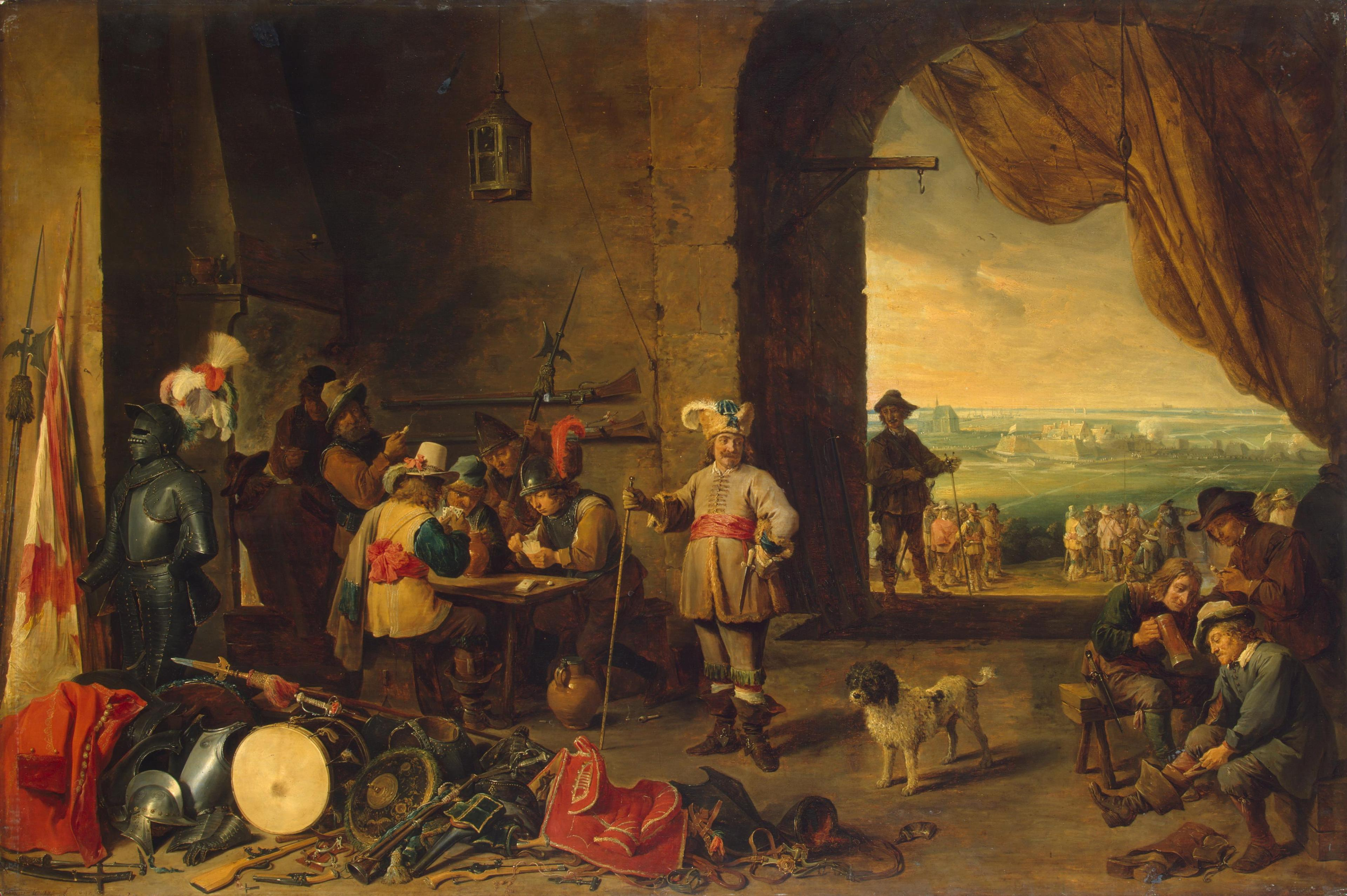
Le Corps de garde (1642), Ermitage

Influencé par Rubens et Adam Elsheimer, son répertoire est particulièrement varié, même dans le domaine du paysage. Une chaumière blottie contre une terre, quelques arbres au détour d’un chemin lui suffisent comme motif de composition. Mais ce sont essentiellement les effets de lumières qui l’intéressent : il aime à représenter les paysages de campagne au crépuscule, par clair de lune, ou encore par temps de neige. À ses meilleurs moments il aime produire une belle synthèse, lorsqu’il élimine les détails, voit en masse, et procède par plan de couleur. Dans ce cas l’élément pittoresque, auquel il s’attarde trop souvent, disparaît et l’artiste exprime un sentiment de grandeur et de solitude.
Au début de sa carrière, il construit encore la composition en trois plans distincts : un corps de ferme, un arbre ou une colline, se présente solidement à contre-jour ; au-delà de cette coulisse, un chemin ou une rivière suscite des teintes plus claires ; dans le lointain, des massifs, des massifs de verdures aux nuances fondues se profilent sur le ciel. Et celui-ci, rempli de nuages, contribue à l’animation de la composition.
À la mort de Brouwer en 1638, il abandonna le genre anecdotique et truculent qui le caractérisait. Il développe alors un style beaucoup plus raffiné, à la fois vigoureux, délicat et plein de verve, ainsi qu'une technique brillante et savante qui se distingue par une touche légère et un coloris subtil.

## Œuvres

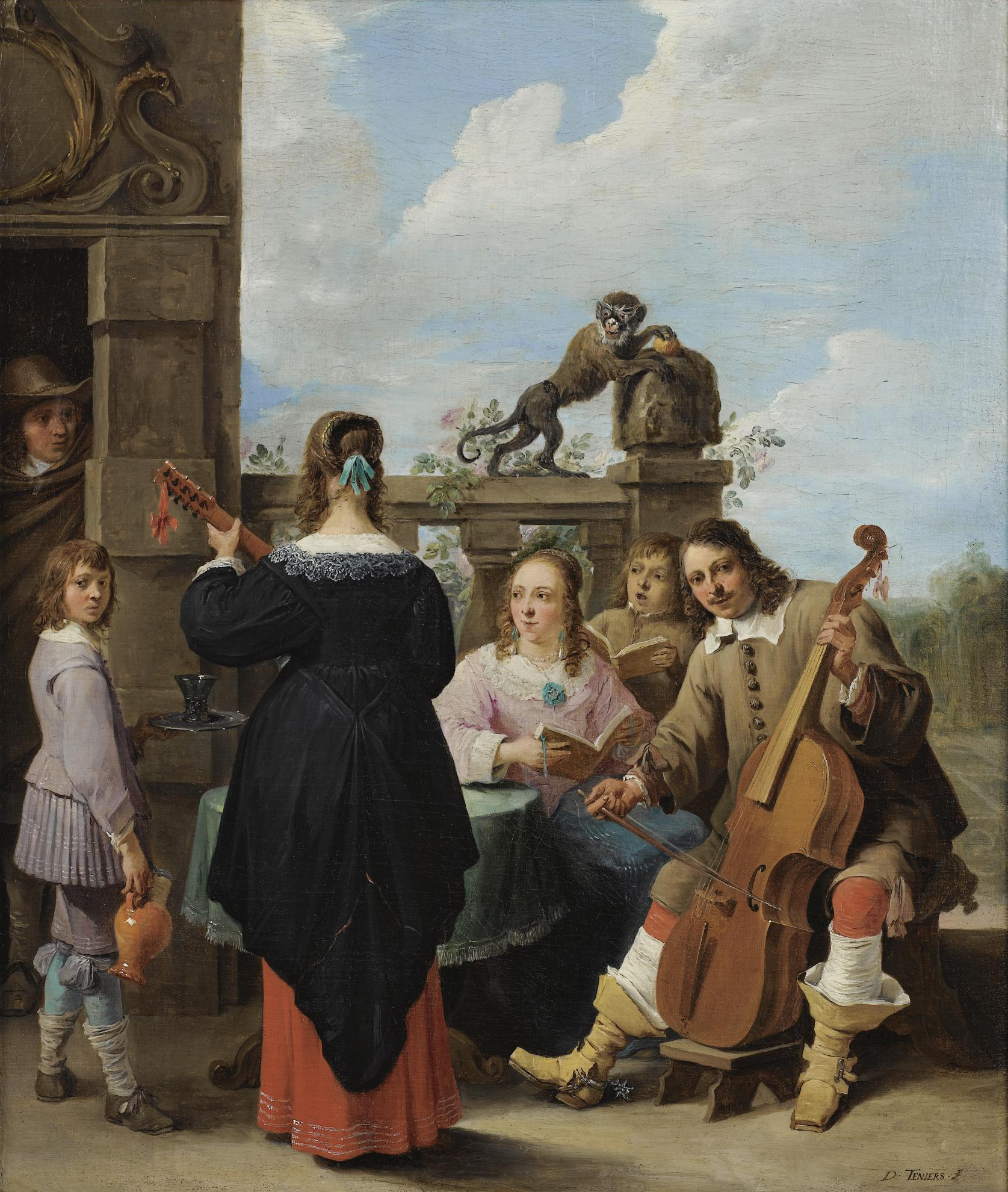
Le concert

- 1630-1640 : La Fête de Saint Georges, huile sur panneau, 43 × 58 cm, Musée Fabre, Montpellier[4]
- 1635-1640 : Joueur de musette, dit autrefois Joueur de cornemuse, huile sur toile, 29 × 24 cm, Musée du Louvre[5]
- 1640-1650 : La Tentation de saint Antoine (grande version), huile sur bois, 63 × 50 cm, Musée du Louvre[6]
- vers 1640 : Le fumeur ou l'odorat, huile sur bois, 17.5 x 13.7 cm, musée des Beaux-Arts de Dijon, Dijon
- Années 1640 : Les Œuvres de miséricorde, huile sur cuivre, 57 × 77 cm, Musée du Louvre[7]
- 1640 : Tabagie dit Les Amusements des matelots, huile sur bois, 38 x 60 cm, musée Fabre, Montpellier
- 1640-1645: Deux paysans dit La prompte obéissance, huile sur bois, 18 x 13 cm, musée Fabre, Montpellier
- 1643 : Fumeur accoudé à une table, huile sur toile, 39 × 31 cm, Musée du Louvre[8]
- 1642 : Le Corps de garde, huile sur toile, 69 × 103 cm, musée de l'Ermitage, Saint-Pétersbourg
- 1643 : Portrait des membres de la guilde des arbalétriers sur la Grand-Place d'Anvers, huile sur toile, musée de l'Ermitage, Saint-Péterbourg
- 1644 : Les Fumeurs, Huile sur cuivre, 36 × 50 cm, Wallace Collection, Londres[9]
- 1644-1645 : Tabagie dit L'homme au chapeau blanc, Huile sur bois, 48 × 69 cm, Musée Fabre, Montpellier[10]
- 1645 : Intérieur de cabaret, partie de cartes, 58 × 78 cm, Musée du Louvre[11]
- 1645 environ : Le Concours de tir à l'arc, huile sur bois, 54 × 88 cm, musée du Prado, Madrid
- 1645-1647 : La Libération de saint Pierre, huile sur cuivre, 36 × 49 cm, Wallace Collection, Londres[12]

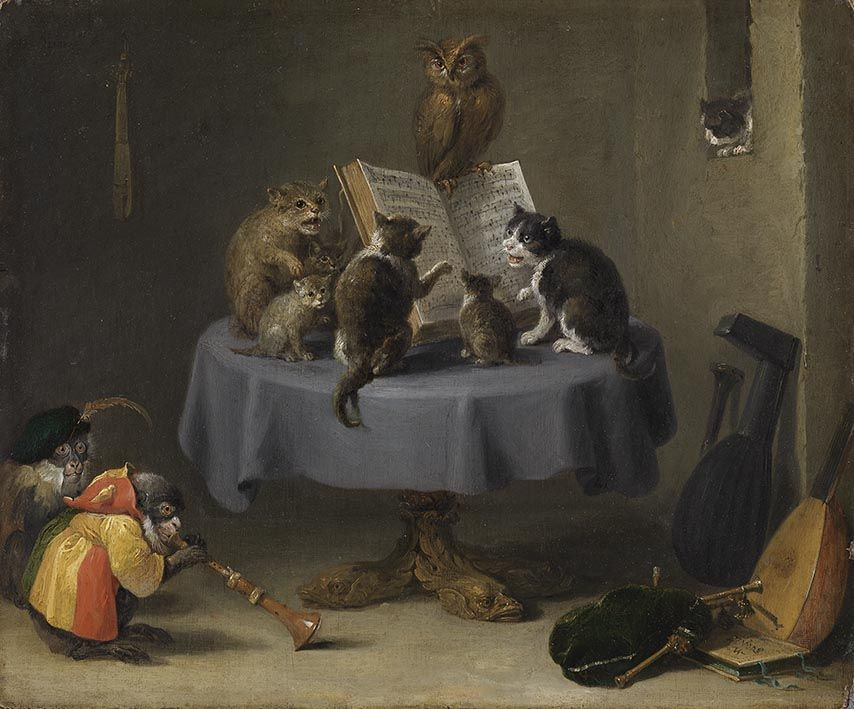
Le Concert des chats, ca. 1649-1651

- 1645-1650 : Paysage à la diseuse de bonne aventure, huile sur bois, 34,5 x 46 cm, musée Fabre, Montpellier
- 1645-1650 : Une Auberge au bord de l'eau, huile sur chêne, 23 × 34 cm, Wallace Collection, Londres[13]
- 1647 : Guardroom with the delivrance of saint, Metropolitan Museum of Art, New York
- Vers 1648 : Scène de jeu dans une auberge, huile sur bois (chêne), 40,2 × 57,9 cm, collection Wallace, Londres[14]
- ca. 1649-1651 : Le Concert des chats[15]
- Vers 1650 : La Tentation de saint Antoine, huile sur bois, 63 × 87 cm, palais des Beaux-Arts, Lille[16]
- 1652 : Portrait de l'évêque Antonius Triest et de son frère Eugène, un capucin, 44 × 36 cm, musée de l'Ermitage, Saint-Pétersbourg.
- Vers 1659 : Paysage avec des bergers, huile sur bois, 24 x 34,5 cm, Musée national des beaux-arts du Québec[17]
- Dates inconnues :
  - Tableaux intitulés Vues de Flandre, gravés par Jacques-Philippe Le Bas[18] ;
  - Musée des Beaux-Arts de Chartres :
    - Tabagie de singes, huile sur cuivre marqueté, don Justin Courtois 1888 (inv. 5651) ;
    - Le concert, huile sur toile (inv. 914) ;
    - Joueurs de boules dans la cour d'un estaminet, don comtesse de Cossé 1958 (inv. 58.1.4).

### Peintre de cour l'archiduc à partir de 1651
- Vers 1650-1652 : Vue de la galerie de l'archiduc Léopold-Guillaume au palais de Bruxelles, 123 × 163 cm, musée d'Histoire de l'art, Vienne[19]
- 1651 : L'Archiduc Léopold Guillaume dans sa galerie de peinture italienne , huile sur toile, 96 × 129 cm, musée Oldmasters, Bruxelles[20]
- 1651 : Fête de Village ou Fête villageoise, musée Boijmans Van Beuningen, Rotterdam
- 1652 : Le Jeu du papegai à Bruxelles, musée d'Histoire de l'art, Vienne
- 1652 : Paysage au château, huile sur toile, 79,5 x 115 cm, musée Fabre, Montpellier
- 1652 : Fête villageoise avec couple aristocratique, huile sur toile, 80 × 109 cm, musée du Louvre, Paris[21]
- 1652 : Kermesse flamande, Huile sur toile, 157 × 221 cm, musées royaux des Beaux-Arts de Belgique, Bruxelles[22]
- 1652-1656 : Chasse au héron avec l'archiduc Léopold-Guillaume, huile sur toile, 82 × 120 cm, musée du Louvre, Paris[23]

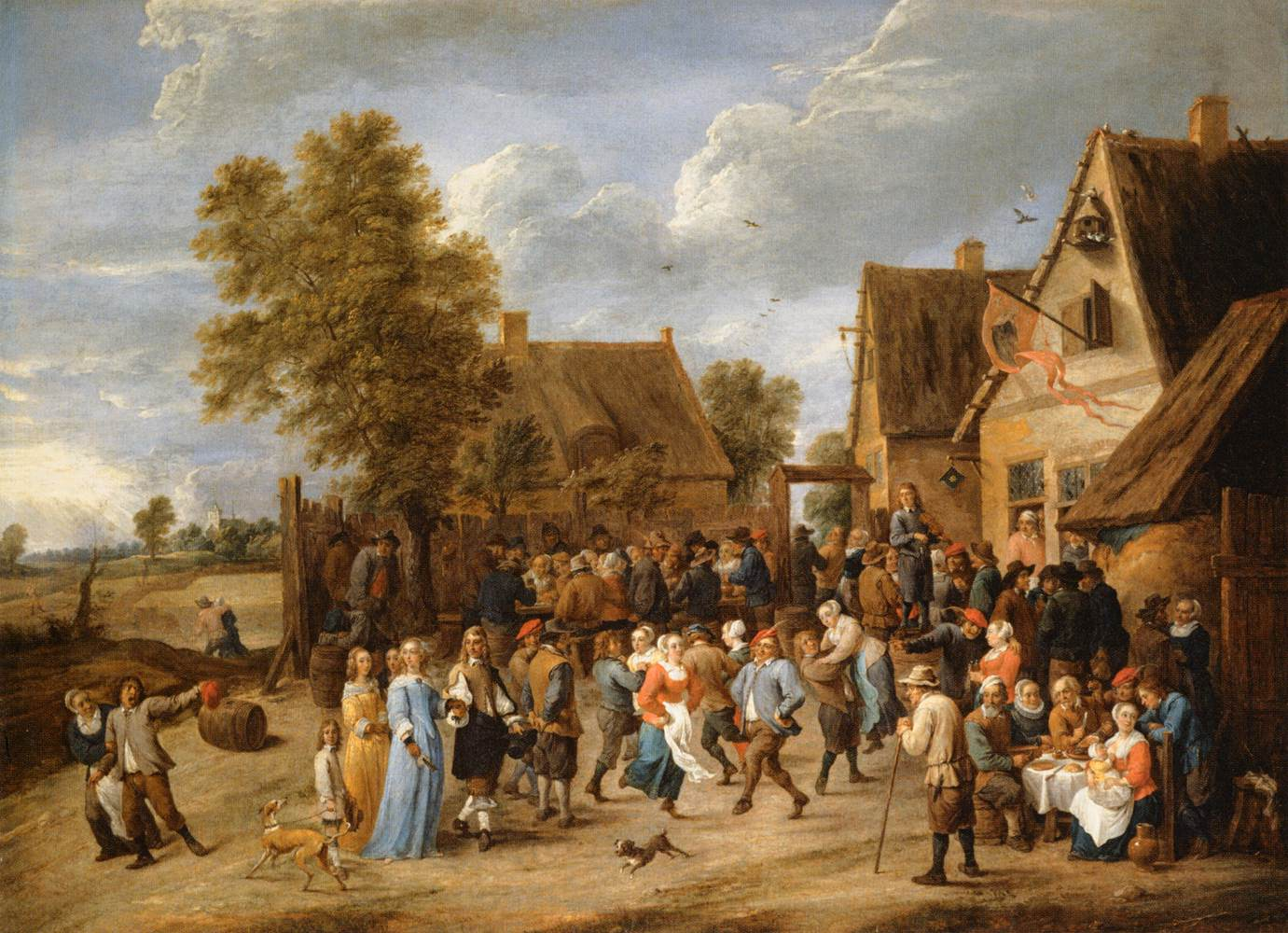
Fête de village avec un couple d'aristocrates, Louvre.

- 1656-1657 : L'Entrée de Don Juan d'Autriche à Bruxelles, huile sur toile, 65 × 82 cm, Wallace Collection, Londres[24]
- 1653 : Portrait du Grand Condé, 22 × 16 cm, musée Condé, Chantilly
- 1660-1670 : Les Bulles de savon (cartouche de Jan van Kessel, 67 × 51 cm, Musée du Louvre, Paris[25]
- 1663 : Assomption de la Vierge, collégiale Saint-Ours, Loches
- 1670 : Retour de la chasse, huile sur bois, 28 × 35 cm, musée royal des Beaux-Arts, Anvers
- vers 1670 : Le Chirurgien, Huile sur toile, 57 × 74 cm, Chrysler Museum of Art, Norfolk[26]
- Vanité du savoir, huile sur bois, 50 × 65 cm, musée des Beaux-Arts de Rouen, Rouen
- Devant la taverne, huile sur bois, 37 × 49 cm, musée royal des Beaux-Arts, Anvers
- Partie de carte dans une hôtellerie, musée de Grenoble, Grenoble
- Intérieur de Tabagie, huile sur bois, 36 x 32 cm, musée des Beaux-Arts, Dijon
- Vision de Saint Jérôme, huile sur cuivre, musée des beaux-arts de Dijon
- L'amour buveur, dessin préparatoire, Musée Magnin, Dijon
- Le repas flamand, dessin préparatoire, Musée Magnin, Dijon
- Saül chez la Pythonisse d'Endor, huile sur toile, 120 x 165 cm, Gray (Haute-Saône), musée Baron-Martin
- Les œuvres de la Miséricorde, (d'après), huile sur bois, dépôt des Hospices de Gray, Gray (Haute-Saône), musée Baron-Martin
- L'Alchimiste, huile sur toile, 44 × 58 cm, Galerie Palatine, Palais Pitti, Florence[27]
- Héro et Léandre, Musée du Louvre, Paris[28]
- Les Joueurs de cartes, Huile sur bois, 28 × 40 cm, musées royaux des Beaux-arts de Belgique, Bruxelles[29]

Le quotidien illustré Excelsior (1910-1940) a publié une reproduction en petit format d'un tableau Les cinq sens présenté comme étant de Teniers le Jeune, par le procédé dit de platinogravure à Montrouge, établissements Deplanche et Falk et cie ? (coll. pers).

### Galerie

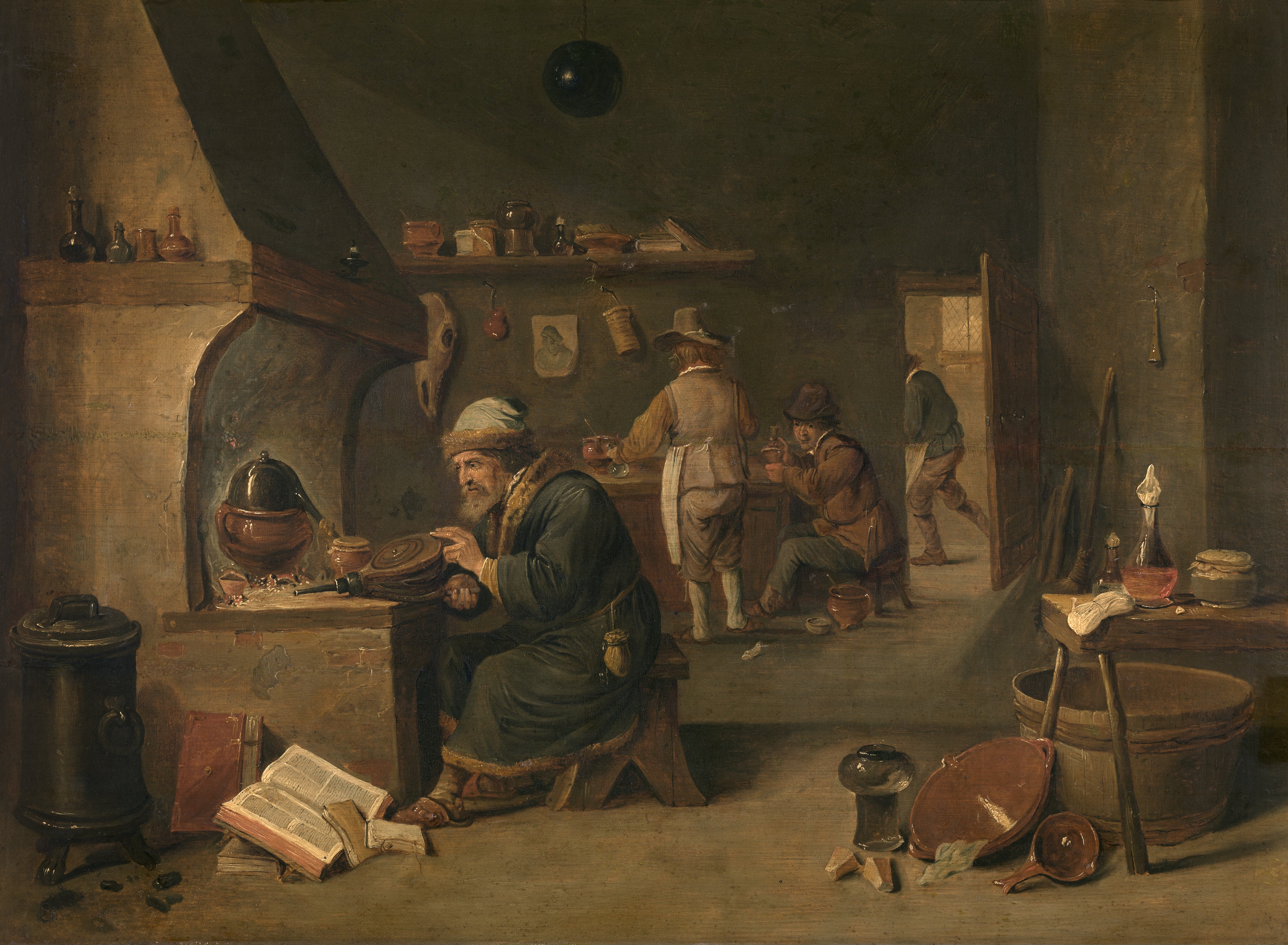
L'Alchimiste (XVIIe siècle), Musée royal des beaux-arts d'Anvers
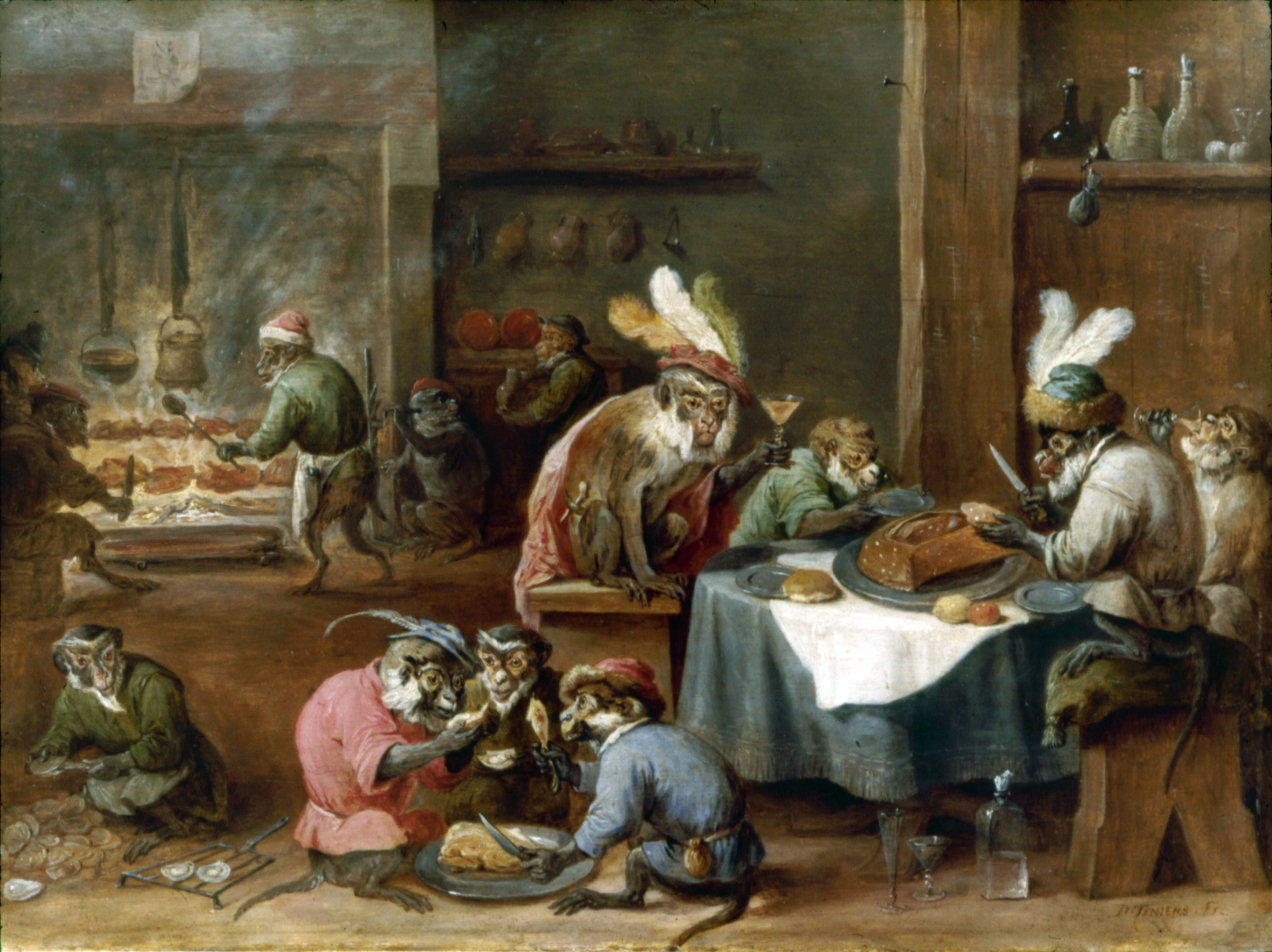
Singes costumés prenant un repas (XVIIe siècle), Staatsgalerie Aschaffenburg, Aschaffenbourg
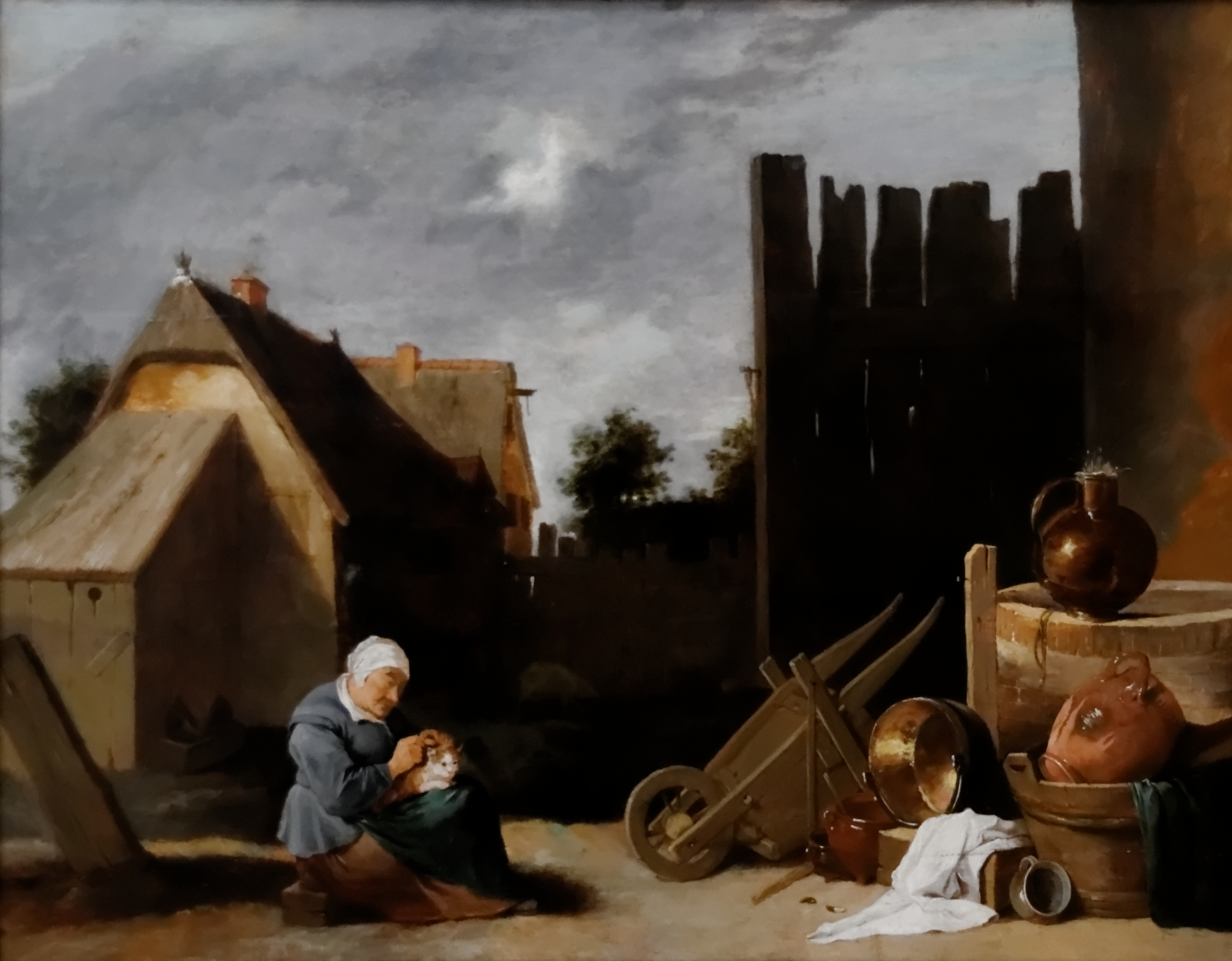
Cour de ferme avec une vieille femme et un chat (vers 1640), musée des beaux-arts de Budapest
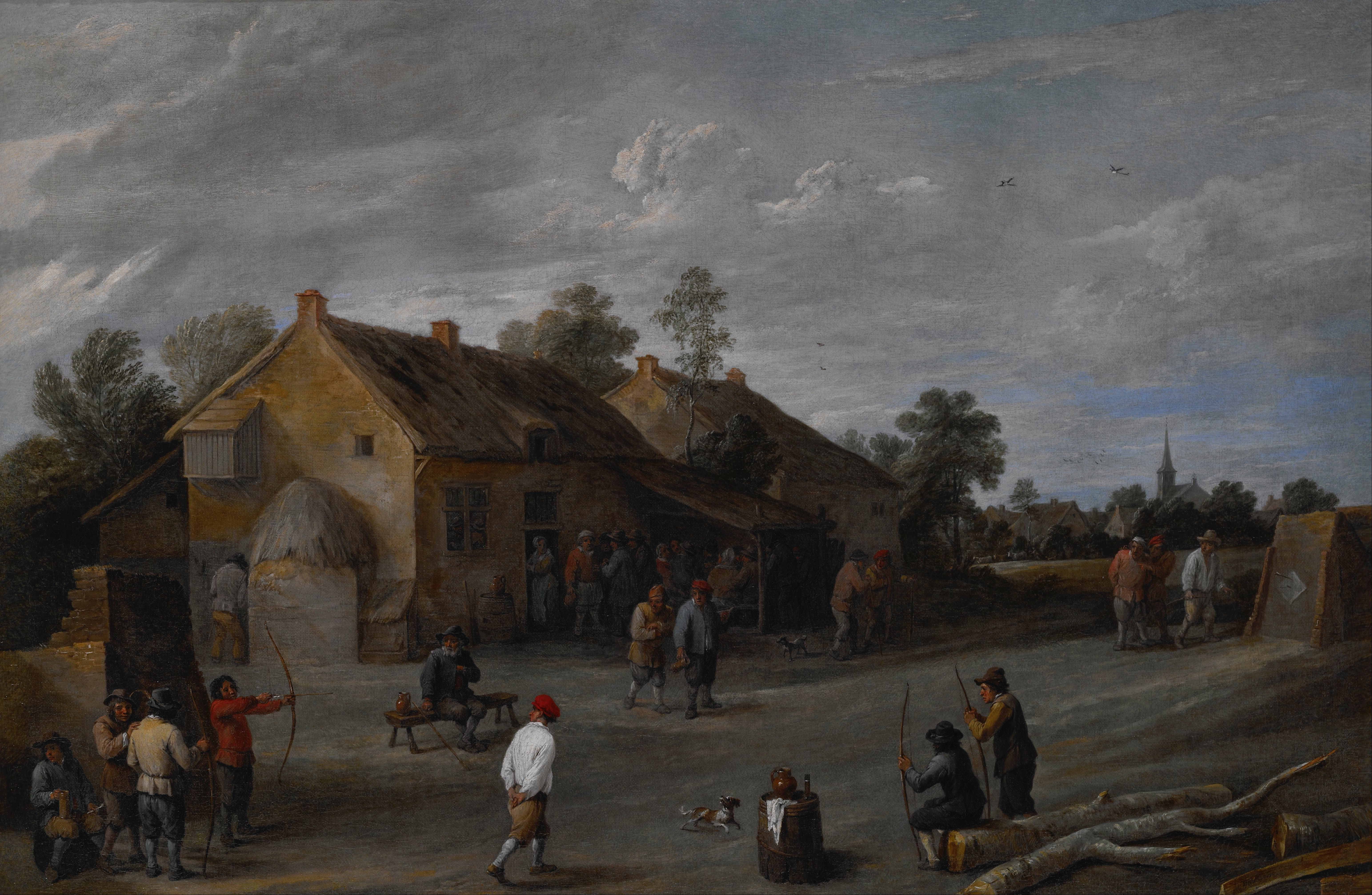
Les Archers (entre 1645-1650), musée d'art d'Indianapolis
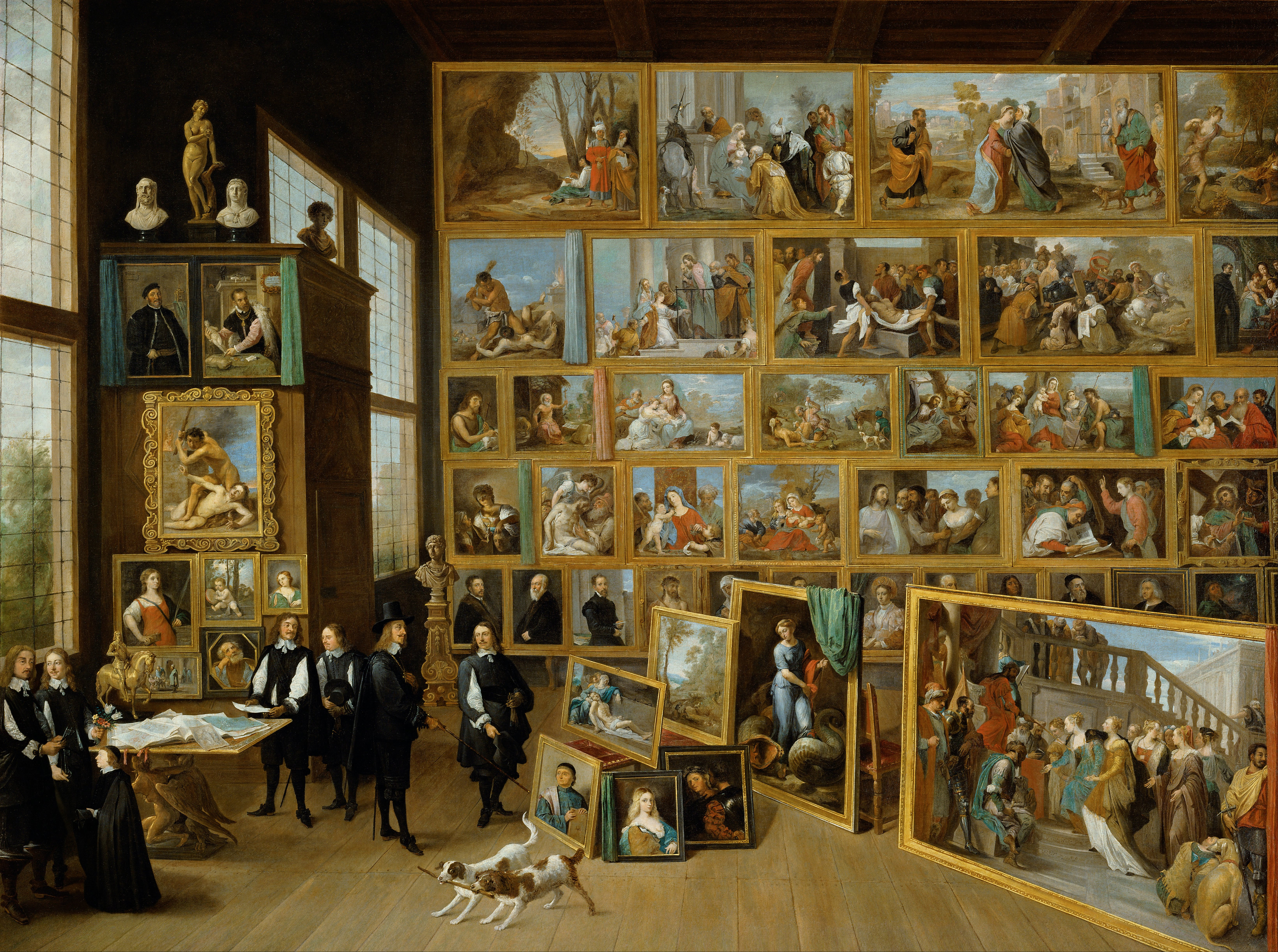
Le Gouverneur Léopold-Guillaume et sa collection de tableaux à Bruxelles (vers 1650-1652), Musée d'histoire de l'art de Vienne, Autriche
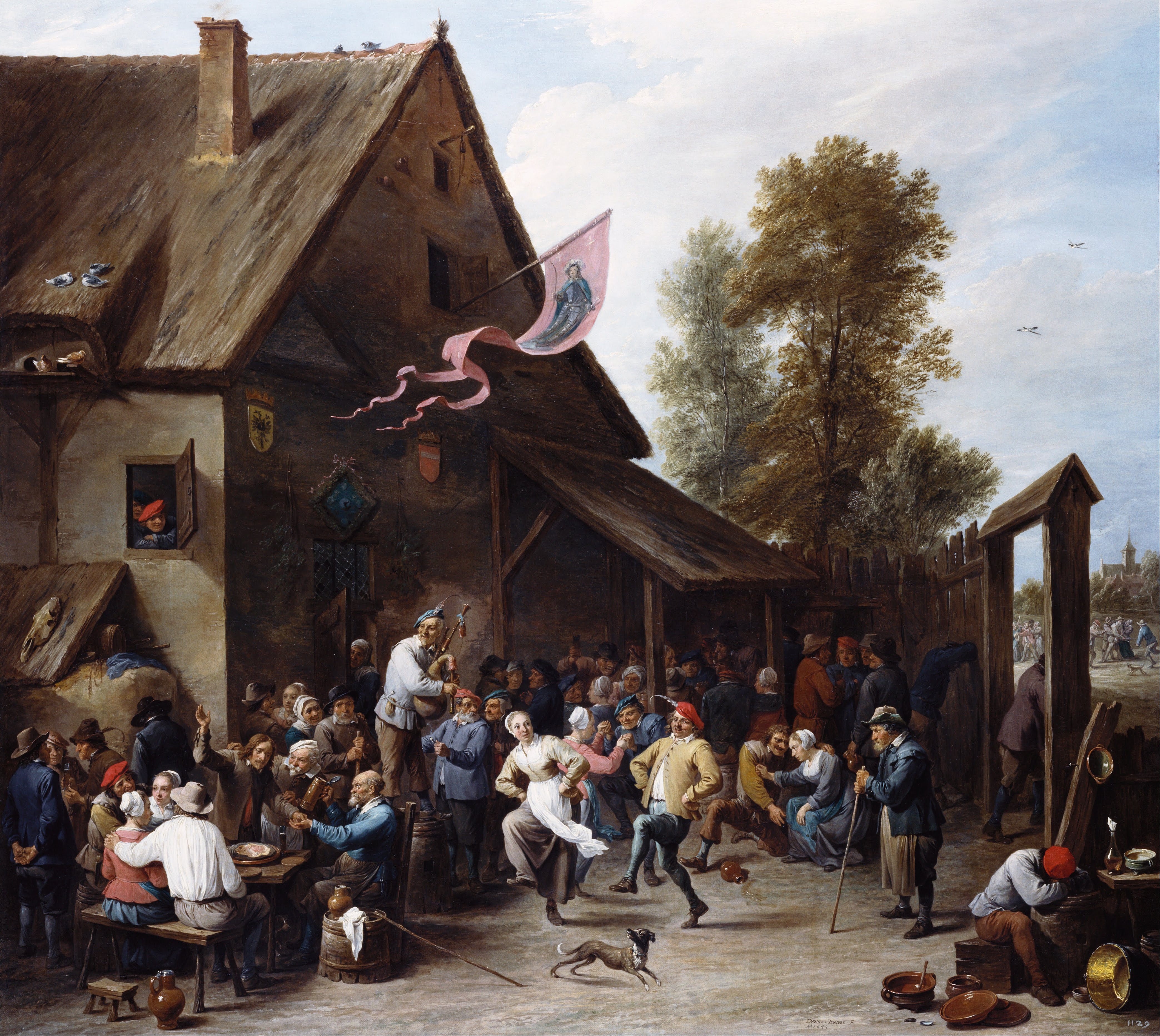
Kermesse de la Saint-Georges (vers 1649), Royal Collection, Angleterre
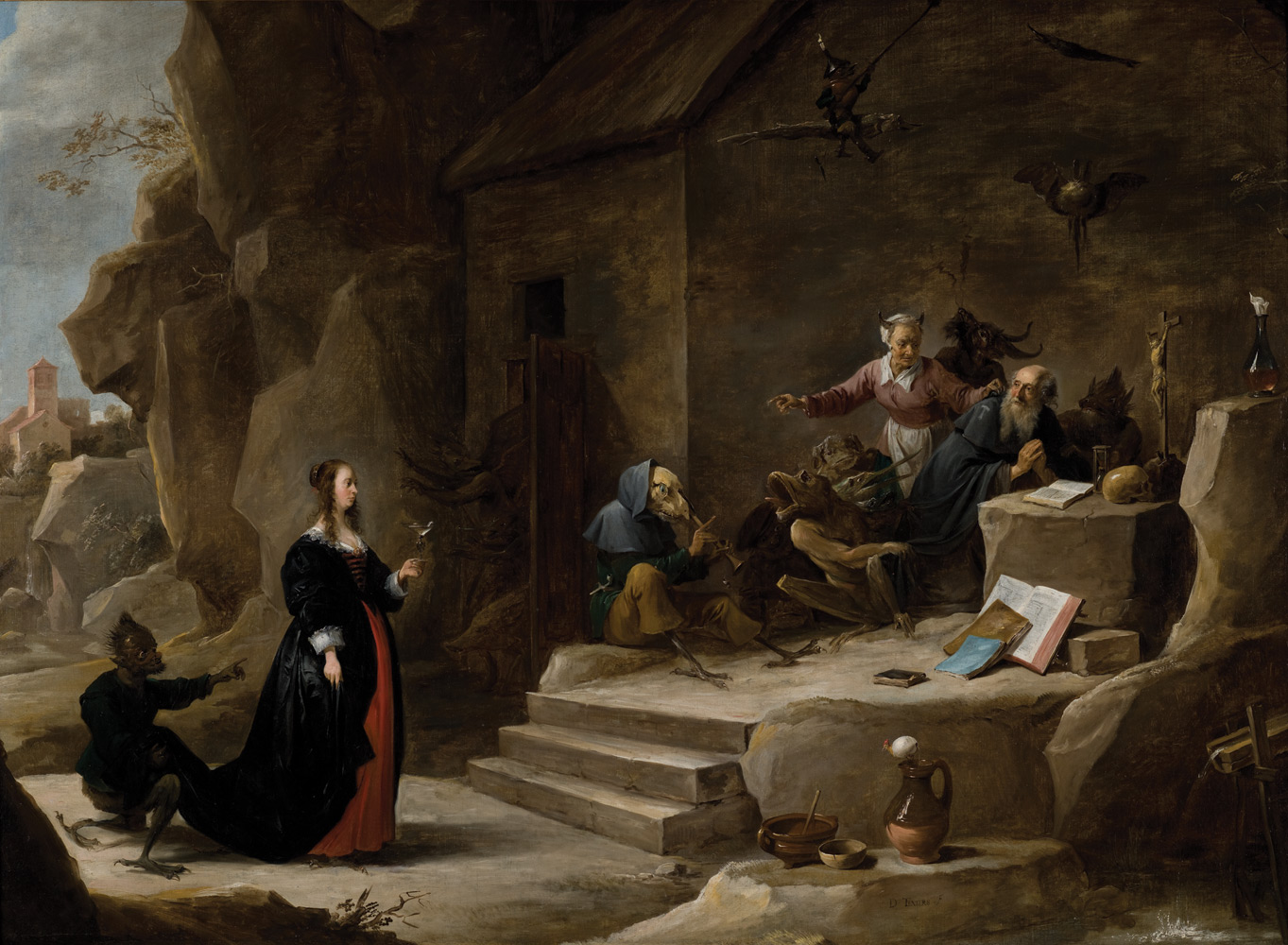
La Tentation de saint Antoine (vers 1665), musée d'art de Ponce, Porto Rico
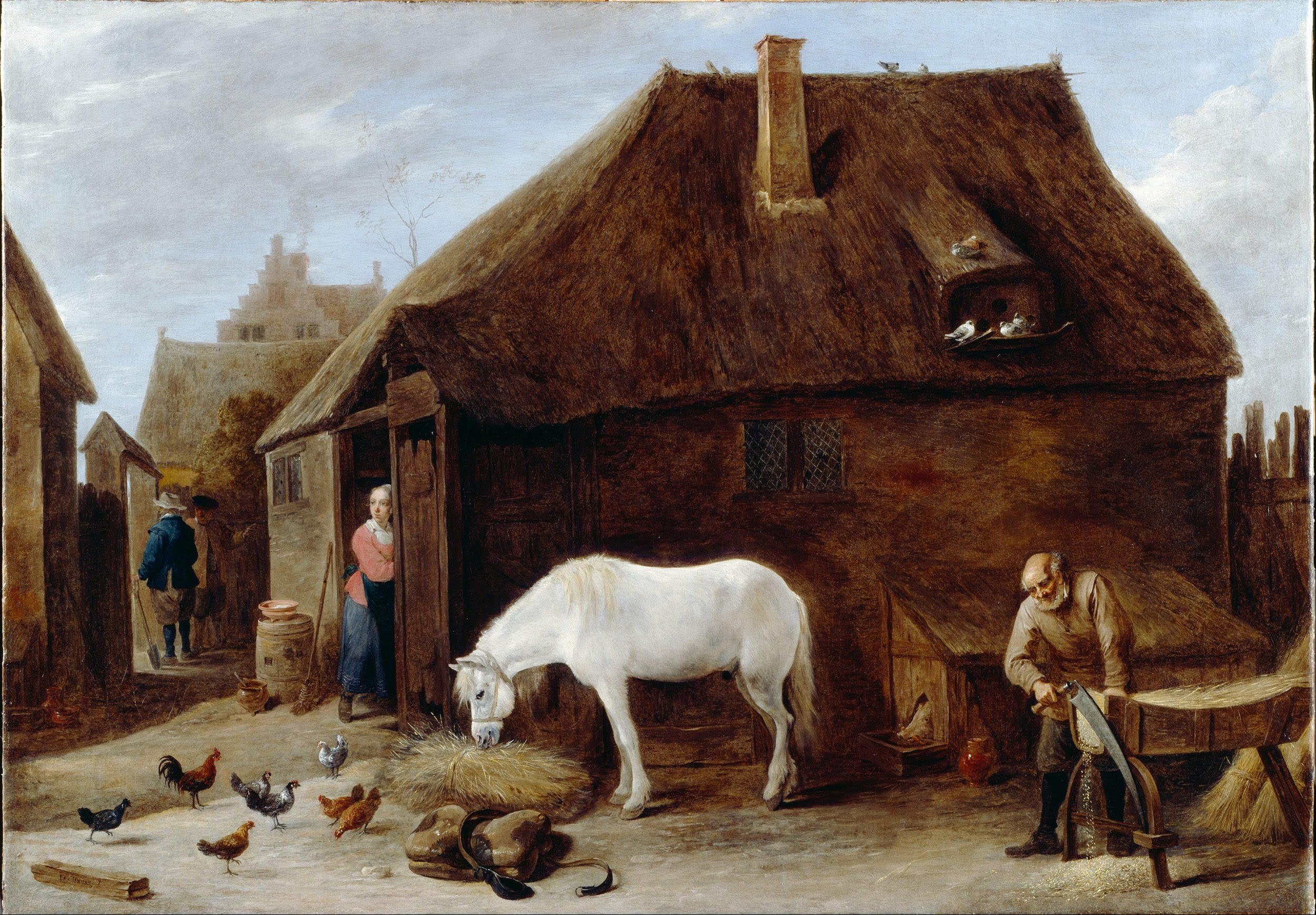
Le hacheur de paille (avant 1690), Dulwich Picture Gallery, Dulwich
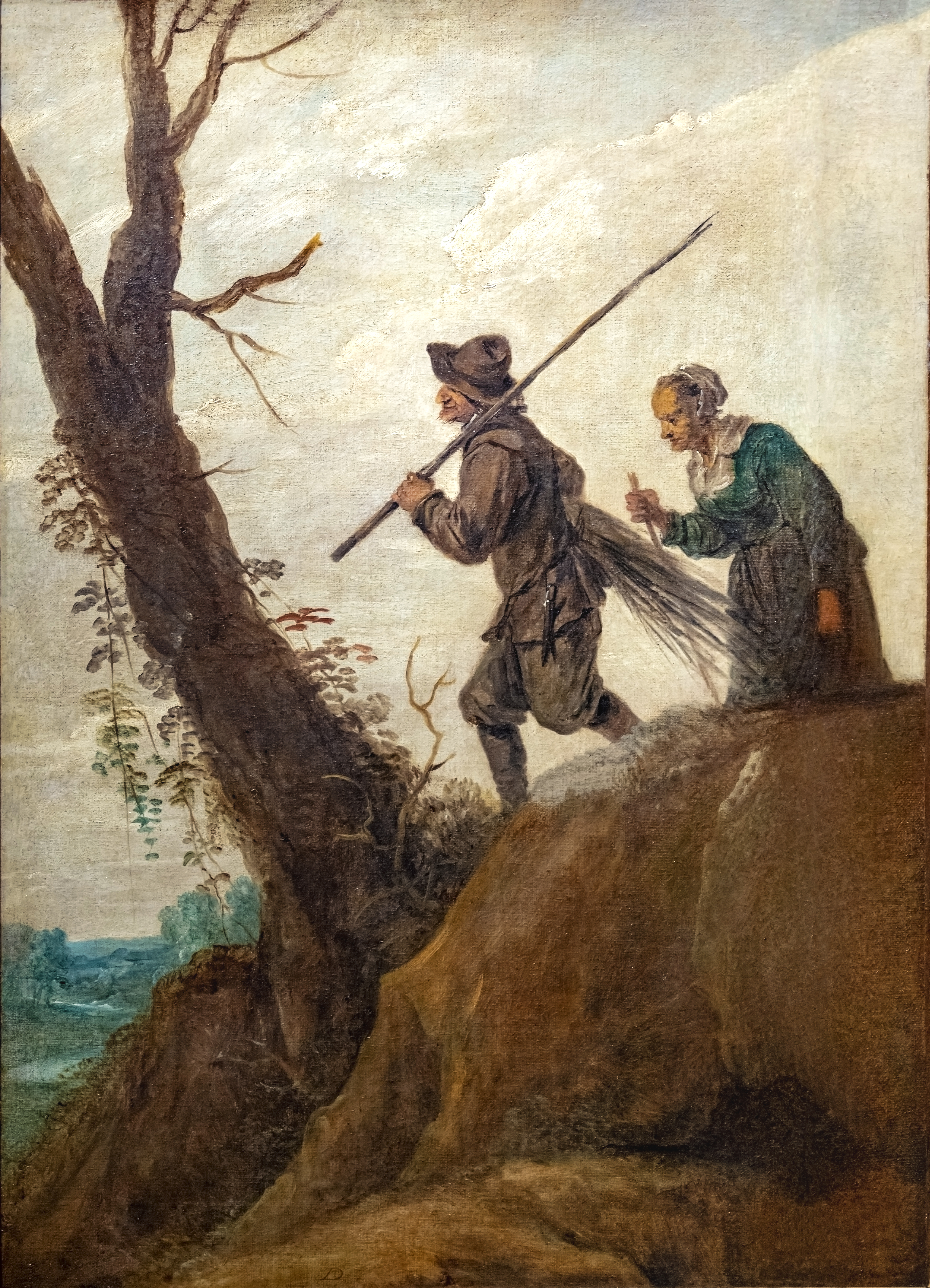
Les Bûcherons, Musée des Beaux-Arts de Carcassonne
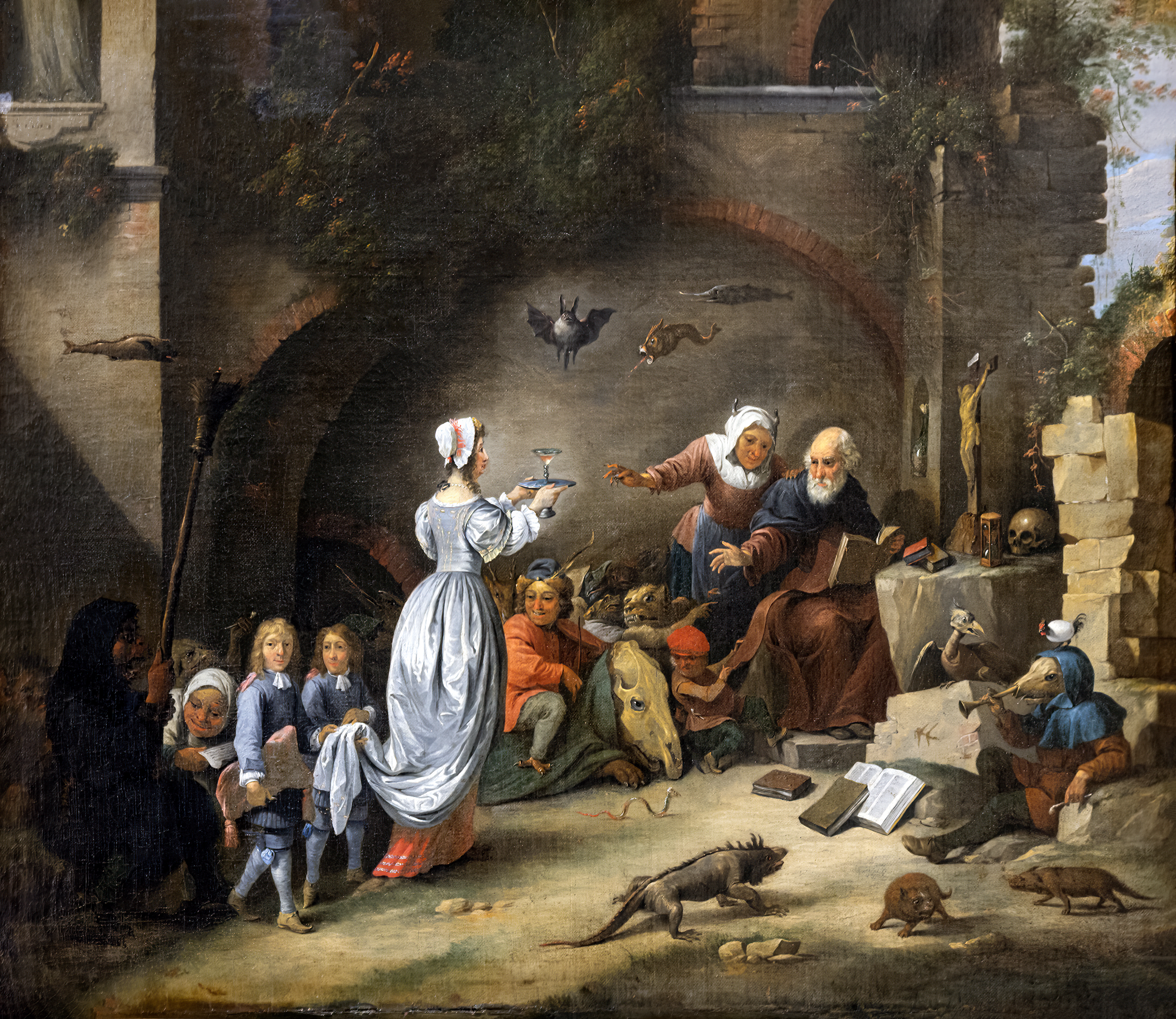
La Tentation de Saint Antoine, huile sur panneau, Musée des Beaux-Arts d'Agen
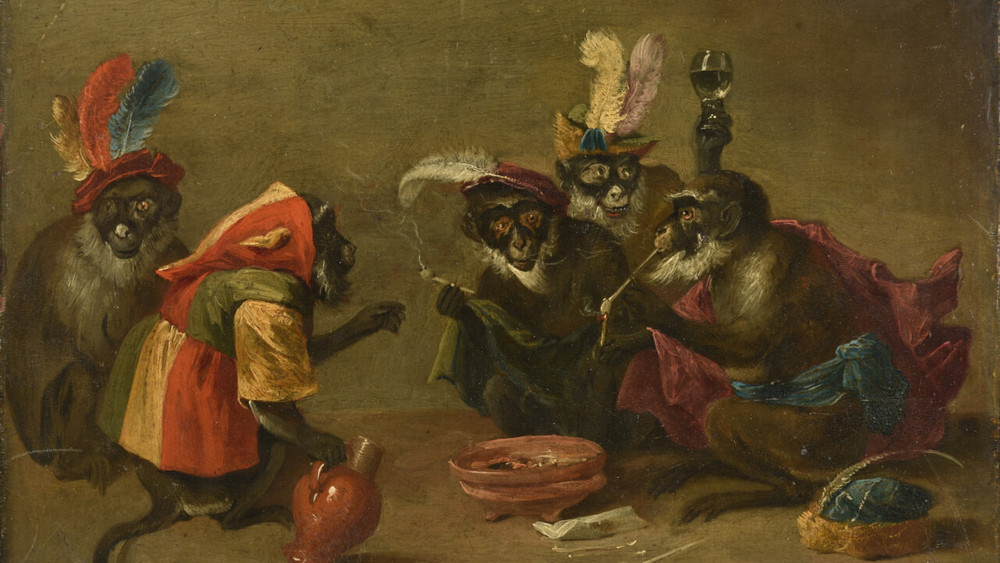
Tabagie de singes, huile sur cuivre marqueté, musée des Beaux-Arts de Chartres.